# West Record
La West Record è stata una casa discografica italiana, attiva tra la fine degli anni '60 e i primi anni '70.

## Storia
La West Record fu fondata nel 1969 dal dottor Mario Ratti, che assunse come direttore artistico il maestro Riccardo Zappa.
L'etichetta partecipò, tra le altre manifestazioni, a Un disco per l'estate 1970 con Non sono un pupo, interpretata da Eddy Miller, e a Un disco per l'estate 1971 con Tu cuore mio, presentata da Zelinotti.
Tra gli altri artisti appartenenti all'etichetta sono da ricordare, oltre a quelli citati, Umberto Bindi, Mario Merola e Annarita Spinaci.

## Dischi
La datazione qui riportata si basa sull'etichetta del disco o sulla copertina; qualora nessuno di questi elementi abbia una datazione, è basata sulla numerazione del catalogo; talora è, infine, basata sul codice della matrice di stampa. Se esistenti, sono riportati, oltre all'anno, il mese e il giorno (quest'ultimo dato si trova, a volte, stampato sul vinile).

### 33 giri
| Numero di catalogo | Anno | Interprete       | Titoli                   |
| ------------------ | ---- | ---------------- | ------------------------ |
| WLP 101            | 1972 | Mario Merola     | Passione eterna          |
| WLP 102            | 1972 | Umberto Bindi    | Con il passare del tempo |
| WLP 104            | 1974 | Annarita Spinaci | Arie di casa nostra      |

### 45 giri
| Numero di catalogo | Anno | Interprete       | Titoli                                   |
| ------------------ | ---- | ---------------- | ---------------------------------------- |
| W NP 4             | 1969 | Annarita Spinaci | Immagina/Quando l'amore nasce            |
| EG 145             | 1969 | Eddy Miller      | Vedo una bambola/Vai ragazzo             |
| EG 146             | 1969 | Ira Visconti     | L'aquilone volava/Non posso farci niente |
| EG 148             | 1969 | Eddy Miller      | Perfidia/Bambolina                       |
| EG 149             | 1969 | Helèna           | Dentro di me/L'ultima serenata           |
| EG 152             | 1970 | Eddy Miller      | Un cuore non è un sasso/C'è una bambina  |
| EG 153             | 1970 | I Discepoli      | Davanti al mondo/Due anni fa             |
| EG 154             | 1970 | Eddy Miller      | Non sono un pupo/Canta cuore canta       |
| EG 155             | 1970 | Rita Morin       | In un caffè/Per un gettone               |
| EG 157             | 1970 | Billy e Ciro     | Amo solo lei/Piccola Rosalinda           |
| EG 172             | 1970 | Eliana           | Non è per caso/Io credo ancora           |
| EG 179             | 1971 | Mario Zelinotti  | Tu cuore mio/Prigioniero                 |